# Baduma
Baduma est un village du Cameroun situé dans la Région du Sud-Ouest et le département de la Meme. Il fait partie de la commune de Konye.

## Population
Le village comptait 82 habitants en 1953, puis 215 en 1966, pour la plupart des Balong.
Lors du recensement de 2005, la population s'élevait à 577 personnes.

## Enseignement
La localité dispose d'un CES (Collège d'enseignement secondaire) anglophone.